# Hobart International 2020 - Qualificazioni singolare
Le qualificazioni del singolare dell'Hobart International 2020 sono state un torneo di tennis preliminare per accedere alla fase finale della manifestazione. Le vincitrici dell'ultimo turno sono entrate di diritto nel tabellone principale. In caso di ritiro di una o più giocatrici aventi diritto a queste sono subentrate le lucky loser, ossia le giocatrici che hanno perso nell'ultimo turno ma che avevano una classifica più alta rispetto alle altre partecipanti che avevano comunque perso nel turno finale.

## Teste di serie
1. Sorana Cîrstea (qualificata, ritirata)
2. Ons Jabeur (qualificata)
3. Nina Stojanović (ultimo turno, lucky loser)
4. Christina McHale (qualificata)
5. Kateryna Kozlova (qualificata)
6. Sara Sorribes Tormo (qualificata)

1. Arantxa Rus (ultimo turno)
2. Kristie Ahn (ultimo turno)
3. Madison Brengle (ultimo turno)
4. Camila Giorgi (ultimo turno)
5. Irina-Camelia Begu (ultimo turno)
6. Heather Watson (qualificata)

## Qualificate
1. Sorana Cîrstea
2. Ons Jabeur
3. Heather Watson

1. Christina McHale
2. Kateryna Kozlova
3. Sara Sorribes Tormo

### Lucky loser
1. Nina Stojanović

## Tabellone

### Legenda
| - Q = Qualificato - WC = Wild card - LL = Lucky loser | - ALT = Alternate - SE = Special Exempt - PR = Protected Ranking | - w/o = Walkover - r = Ritirato - d = Squalificato |

### Sezione 1
|  | Primo turno | Primo turno             | Primo turno             | Primo turno | Primo turno |  |  | Ultimo turno | Ultimo turno       | Ultimo turno       | Ultimo turno | Ultimo turno |  |
|  |             |                         |                         |             |             |  |  |              |                    |                    |              |              |  |
|  | 1           | Sorana Cîrstea          | Sorana Cîrstea          | 6           | 6           |  |  |              |                    |                    |              |              |  |
|  |             | Gabriella Da Silva-Fick | Gabriella Da Silva-Fick | 1           | 0           |  |  | 1            | Sorana Cîrstea     | Sorana Cîrstea     | 6            | 7            |  |
|  |             | Jennifer Elie           | 6                       | 64          | 3           |  |  | 11           | Irina-Camelia Begu | Irina-Camelia Begu | 2            | 69           |  |
|  | 11          | Irina-Camelia Begu      | 4                       | 7           | 6           |  |  |              |                    |                    |              |              |  |

### Sezione 2
|  | Primo turno | Primo turno       | Primo turno       | Primo turno | Primo turno |  |  | Ultimo turno | Ultimo turno    | Ultimo turno    | Ultimo turno | Ultimo turno |  |
|  |             |                   |                   |             |             |  |  |              |                 |                 |              |              |  |
|  | 2           | Ons Jabeur        | Ons Jabeur        | 6           | 6           |  |  |              |                 |                 |              |              |  |
|  |             | Makoto Ninomiya   | Makoto Ninomiya   | 2           | 1           |  |  | 2            | Ons Jabeur      | Ons Jabeur      | 7            | 6            |  |
|  | WC          | Alexandra Bozovic | Alexandra Bozovic | 2           | 4           |  |  | 9            | Madison Brengle | Madison Brengle | 65           | 2            |  |
|  | 9           | Madison Brengle   | Madison Brengle   | 6           | 6           |  |  |              |                 |                 |              |              |  |

### Sezione 3
|  | Primo turno | Primo turno               | Primo turno               | Primo turno | Primo turno |  |  | Ultimo turno | Ultimo turno    | Ultimo turno    | Ultimo turno | Ultimo turno |  |
|  |             |                           |                           |             |             |  |  |              |                 |                 |              |              |  |
|  | 3           | Nina Stojanović           | Nina Stojanović           | 7           | 6           |  |  |              |                 |                 |              |              |  |
|  |             | Anna Karolína Schmiedlová | Anna Karolína Schmiedlová | 6           | 1           |  |  | 3            | Nina Stojanović | Nina Stojanović | 4            | 3            |  |
|  |             | Hayley Carter             | Hayley Carter             | 0           | 2           |  |  | 12           | Heather Watson  | Heather Watson  | 6            | 6            |  |
|  | 12          | Heather Watson            | Heather Watson            | 6           | 6           |  |  |              |                 |                 |              |              |  |

### Sezione 4
|  | Primo turno | Primo turno      | Primo turno      | Primo turno | Primo turno |  |  | Ultimo turno | Ultimo turno     | Ultimo turno | Ultimo turno | Ultimo turno |  |
|  |             |                  |                  |             |             |  |  |              |                  |              |              |              |  |
|  | 4           | Christina McHale | Christina McHale | 6           | 6           |  |  |              |                  |              |              |              |  |
|  | WC          | Renata Voráčová  | Renata Voráčová  | 0           | 2           |  |  | 4            | Christina McHale | 6            | 4            | 6            |  |
|  |             | Alexa Glatch     | Alexa Glatch     | 3           | 1           |  |  | 7            | Arantxa Rus      | 4            | 6            | 3            |  |
|  | 7           | Arantxa Rus      | Arantxa Rus      | 6           | 6           |  |  |              |                  |              |              |              |  |

### Sezione 5
|  | Primo turno | Primo turno           | Primo turno           | Primo turno | Primo turno |  |  | Ultimo turno | Ultimo turno     | Ultimo turno     | Ultimo turno | Ultimo turno |  |
|  |             |                       |                       |             |             |  |  |              |                  |                  |              |              |  |
|  | 5           | Kateryna Kozlova      | Kateryna Kozlova      | 6           | 6           |  |  |              |                  |                  |              |              |  |
|  | WC          | Jessica Fowler        | Jessica Fowler        | 0           | 2           |  |  | 5            | Kateryna Kozlova | Kateryna Kozlova | 6            | 6            |  |
|  |             | Georgina García Pérez | Georgina García Pérez | 3           | 3           |  |  | 10           | Camila Giorgi    | Camila Giorgi    | 2            | 2            |  |
|  | 10          | Camila Giorgi         | Camila Giorgi         | 6           | 6           |  |  |              |                  |                  |              |              |  |

### Sezione 6
|  | Primo turno | Primo turno         | Primo turno         | Primo turno | Primo turno |  |  | Ultimo turno | Ultimo turno        | Ultimo turno        | Ultimo turno | Ultimo turno |  |
|  |             |                     |                     |             |             |  |  |              |                     |                     |              |              |  |
|  | 6           | Sara Sorribes Tormo | Sara Sorribes Tormo | 6           | 6           |  |  |              |                     |                     |              |              |  |
|  | WC          | Isabella Bozicevic  | Isabella Bozicevic  | 0           | 3           |  |  | 6            | Sara Sorribes Tormo | Sara Sorribes Tormo | 6            | 7            |  |
|  | WC          | Mia Repac           | Mia Repac           | 2           | 2           |  |  | 8            | Kristie Ahn         | Kristie Ahn         | 4            | 5            |  |
|  | 8           | Kristie Ahn         | Kristie Ahn         | 6           | 6           |  |  |              |                     |                     |              |              |  |